# Jarmila Gerlichová-Petrusková
Jarmila Gerlichová-Petrusková, rozená Petrusková, též Petrušková (6. června 1901 Valašské Meziříčí – 1978) byla česká a československá politička a poslankyně Prozatímního Národního shromáždění za KSČ.

## Biografie
V letech 1925–1930 pracovala jako učitelka češtiny a francouzštiny na reálných gymnáziích ve Valašském Meziříčí, v Přerově a Rimavské Sobotě. V roce 1935 byla kvůli členství v KSČ propuštěna ze státních služeb a pracovala pak v Praze na sekretariátu Společnosti pro hospodářské a kulturní sblížení s novým Ruskem a v redakci Rudého práva. Následně v letech 1935–1937 studovala v Sovětském svazu. Po návratu působila ve stranickém hnutí v Moravské Ostravě a v Praze. Za okupace se zapojila do komunistického odboje. Společně se svou sestrou Věnceslavou Petruskovou byla zatčena Gestapem 1. listopadu 1941. Obě byly do konce války vězněny v Ravensbrücku. Manžel Jarmily Gerlichové Karel Gerlich (nar. 1908) byl 14. ledna 1943 popraven v Berlíně ‑Plötzensee. Po návratu z koncentračního tábora pracovala Jarmila Gerlichová ve stranickém aparátu ve Valašském Meziříčí.
Bydlela ve Valašském Meziříčí. Roku 1945 se uvádí jako profesorka ve Valašském Meziříčí. Podle jednoho zdroje zahynula 3. května 1945 při pochodu smrti u města Lütz. Podle jiných pramenů ale žila i po válce a politicky se angažovala. VIII. sjezd KSČ ji zvolil náhradnicí Ústředního výboru Komunistické strany Československa.
V letech 1945–1946 byla poslankyní Prozatímního Národního shromáždění za KSČ. V parlamentu setrvala do parlamentních voleb v roce 1946. Zemřela v roce 1978.